# Kamienica przy ulicy Warszawskiej 5 w Katowicach
Kamienica przy ulicy Warszawskiej 5 w Katowicach – kamienica mieszkalno-handlowa, znajdująca się w Śródmieściu Katowic, przy ulicy Warszawskiej 5.
Obiekt zbudowano w stylu historyzmu (eklektyzmu) z elementami neobarokowymi, w roku 1890, według projektu Arthura Hauslera. W 1891 roku rozbudowano oficynę tylną według projektu Paula Frantziocha, w 1898 roku dokonano przebudowy na parterze, a w 1900 roku nadbudowano oficynę tylną, zaprojektowaną przez Antona Zimmermanna. W 1926 roku do kamienicy dobudowano balkony według projektu Jana Widucha. 
W dwudziestoleciu międzywojennym pod numerem 5 mieścił się konsulat węgierski. Kiedyś mieściła się tu także kawiarnia „Otto” (właściciel: Liborius Otto) z kryształowymi żyrandolami, mahoniową boazerią i marmurowymi stolikami. W latach dwudziestych XX wieku właścicielem został Stanisław Beszczyński, a po wojnie przejęło ją państwo, nazwę kawiarni zmieniono na „Kryształowa”. Była ona w latach 80. XX wieku miejscem spotkań starszego pokolenia. Również tu przesiadywała Pola Gojawiczyńska podczas swojego pobytu w Katowicach. W budynku w przeszłości mieściła się również Siedziba Okręgu Śląskiego ZPAF-u.
Obiekt wyremontowano w latach 2011–2012 i obecnie jest on ujęty w gminnej ewidencji zabytków miasta Katowice.